# ワイケーホールディングス
ワイケーホールディングス株式会社（英称:YK HOLDINGS Co.,Ltd.）は東京都千代田区にある会社で、運送業や食品事業などを経営する会社。

## 概要
ワイケーホールディングスは2008年10月設立で運送事業や食品事業や遺品整備業などを経営している。
2020年10月時点で物流、製造、食品製造販売、旅客業を中心に26社で構成されている。異業種×異業種との融合事業において、新しい形の労働形態を取って運営している。

## 関連会社
- ハマタクシー
- 松浜自動車
- ローズタクシー
- ヒューマンライフ（ベントマンFC本部）
- ワイケーフーズ
- トンボハイヤー
- たわら屋
- 白石ダンボール工業
- ふるさと交通（ふるさとランド）
- 札幌ふれあいフーズ
- 東名交通
- 北日本物流
- 室蘭日交タクシー
- 産業印刷
- 三原国際ホテル
- ワイケーケーシー
- ワイケー自動車販売
- 國井工務店
- Y&Y（整骨院来々）
- JOL（ジャパンタクシー）